# National Center for Supercomputing Applications
National Center for Supercomputing Applications (NCSA) és una organització dels EUA per a desenvolupar i desplegar infraestructuta de computació adreçada a la recerca, la ciència i l'enginyeria.

## Història
- Larry Amarr va ser el fundador el 1982.
- Un any després es va crear el National Science Foundation.
- El 1993, NCSA crea el primer navegador web anomenat Mosaic.